# Кукайта
Кукайта (исп. Cucaita) — город и муниципалитет в центральной части Колумбии, на территории департамента Бояка. Входит в состав Центральной провинции.

## Географическое положение

Муниципалитет Кукайта

Город расположен на западе центральной части департамента, в гористой местности Восточной Кордильеры, на расстоянии приблизительно 9 километров к западу от города Тунха, административного центра департамента. Абсолютная высота — 2636 метров над уровнем моря.
Муниципалитет Кукайта граничит на севере и северо-западе с территорией муниципалитета Сора, на юго-западе — с муниципалитетом Самака, на востоке — с муниципалитетом Тунха. Площадь муниципалитета составляет 43,6 км².

## Население
По данным Национального административного департамента статистики Колумбии, совокупная численность населения города и муниципалитета в 2015 году составляла 4687 человек.
Динамика численности населения муниципалитета по годам:
| 2005 | 2006 | 2007 | 2008 | 2009 | 2010 | 2011 | 2012 | 2013 | 2014 | 2015 |
| ---- | ---- | ---- | ---- | ---- | ---- | ---- | ---- | ---- | ---- | ---- |
| 4568 | 4586 | 4601 | 4616 | 4628 | 4643 | 4649 | 4658 | 4665 | 4672 | 4687 |

Согласно данным переписи 2005 года мужчины составляли 52,1 % от населения Кукайты, женщины — соответственно 47,9 %. В расовом отношении белые и метисы составляли 99,9 % от населения города; негры, мулаты и райсальцы — 0,1 %.
Уровень грамотности среди всего населения составлял 88 %.

## Экономика
Основу экономики Кукайты составляют сельское хозяйство и добыча полезных ископаемых.

69,1 % от общего числа городских и муниципальных предприятий составляют предприятия торговой сферы, 18,6 % — предприятия сферы обслуживания, 12,3 % — промышленные предприятия.

## Транспорт
Через город проходит национальное шоссе № 60 (исп. Ruta Nacional 60).